# Romanogobio
Romanogobio numiți popular porcușori este un gen de pești din familia ciprinidelor. A fost propus inițial ca un subgen al genului Gobio, dar ulterior a fost acceptat ca un gen valabil, datorită studiilor genetice. Include ciprinide de dimensiuni mici sau mijlocii, de obicei, bentonice, care trăiesc tipic în ape curgătoare.

## Etimologia
Romanogobio provine din latina, romano = român, România + gobius = porcușor, adică "porcușori din România" 

## Descrierea
Speciile din acest gen sunt foarte asemănătoare morfologic cu cele din genul Gobio. Au corpul alungit, ușor comprimat lateral, acoperit cu solzi cicloizi destul de mari (36-46 pe linia laterală). Toracele gol sau acoperit cu solzi. Gura în poziție inferioară sau subterminală; buza inferioară întreruptă la mijloc; la colțurile gurii se găsește câte o mustață. Spinii branhiali scurți, rari. Ochii sunt situați aproape de vârful capului. Dinții faringieni sunt biseriați, dispuși pe două rânduri, în număr de 2-3 pe rândul anterior și 5 pe cel posterior și sunt terminați într-un croșet evident. Tubul digestiv scurt. Vezica respiratorie nu este închisă într-o capsulă osoasă.
Înotătoarele ventrale își au originea puțin în spatele verticalei trase de la inserția primei radii a înotătoarei dorsale. Înotătoarea dorsală scurtă, cu 7-8 radii ramificate, începe puțin înaintea bazei înotătoarei ventrale. Începutul înotătoarei anale mai aproape de începutul înotătoarei ventrale decât de baza înotătoarei caudale. Înotătoarea anală scurtă, cu 6-7 radii ramificate. 

## Sistematica
Genul cuprinde 18 specii  și este larg răspândit în Europa de Est și Asia. În Europa este reprezentat de circa 13 specii, unele cu poziție sistematică incertă.
- Romanogobio albipinnatus - Kazahstan, Federația Rusă
- Romanogobio amplexilabris - China
- Romanogobio antipai - România, Ucraina, Republica Moldova
- Romanogobio banaticus - România
- Romanogobio belingi - Belarus, Belgia, Republica Cehă, Franța, Germania, Republica Moldova, Olanda, Polonia, Federația Rusă, Slovacia, Ucraina
- Romanogobio benacensis - Italia, Slovenia
- Romanogobio ciscaucasicus - Azerbaidjan, Federația Rusă
- Romanogobio elimeius - Grecia, Macedonia, fosta Republică Iugoslavă
- Romanogobio johntreadwelli - China
- Romanogobio kesslerii - Austria, Bosnia și Herțegovina, Bulgaria, Croația, Republica Cehă, Ungaria, Macedonia, fosta Republică Iugoslavă, Republica Moldova, Polonia, România, Serbia, Slovacia, Slovenia, Ucraina
- Romanogobio macropterus - Turcia
- Romanogobio parvus - Federația Rusă
- Romanogobio pentatrichus - Federația Rusă
- Romanogobio persus - Armenia, Iran, Turcia
- Romanogobio tanaiticus - Federația Rusă; Ucraina
- Romanogobio tenuicorpus - Mongolia, China, Federația Rusă
- Romanogobio uranoscopus - Albania, Austria, Bosnia și Herțegovina, Bulgaria, Croația, Republica Cehă, Ungaria, Macedonia, fosta Republică Iugoslavă, Muntenegru, Polonia, România, Serbia, Slovacia, Slovenia, Ucraina
- Romanogobio vladykovi - Austria, Bosnia și Herțegovina, Bulgaria, Croația, Republica Cehă, Germania, Ungaria, Italia, Macedonia, fosta Republică Iugoslavă, Republica Moldova, Muntenegru, Polonia, România, Serbia, Slovacia, Slovenia, Ucraina

## Specii din România
În România au fost identificate 5 specii
- † Romanogobio antipai (Gobio kessleri antipai) = Porcușorul lui Antipa, porcon de deltă
- Romanogobio uranoscopus (Gobio uranoscopus, Gobio uranoscopus frici) = Porcușor de vad, Chetrar.
- Romanogobio vladykovi (Gobio vladykovi) = Porcușorul de șes
- Romanogobio kesslerii = Porcușor de nisip
- Romanogobio banaticus  (Gobio kessleri banaticus) = Porcușor bănățean, Porcon bănățean

## Specii din Republica Moldova
În Republica Moldova au fost identificate 4 specii
- † Romanogobio antipai (Gobio kessleri antipai) = Porcușorul lui Antipa, porcon de deltă
- Romanogobio vladykovi (Gobio vladykovi) = Porcușorul de șes
- Romanogobio kesslerii (Gobio kessleri, Gobio kessleri kessleri) = Porcușor de nisip
- Romanogobio belingi (Gobio belingi) = Porcușor de râu